# Medal Służby w Azji Południowo-Zachodniej
Medal Służby w Azji Południowo-Zachodniej (ang. Southwest Asia Service Medal) – odznaczenie Sił Zbrojnych Stanów Zjednoczonych ustanowione 12 marca 1991 roku rozporządzeniem wykonawczym prezydenta George’a H.W. Busha dla uhonorowania żołnierzy amerykańskich, którzy służyli podczas I wojny w Zatoce Perskiej pomiędzy 2 sierpnia 1990 a 30 listopada 1995 roku.

## Kryteria
Aby otrzymać Medal Służby w Azji Południowo-Zachodniej, członek personelu wojskowego musi: być żołnierzem formacji lub dołączonym do formacji uczestniczącej w operacjach wojskowych na lądzie lub na wybrzeżu i służyć w niej przez jeden lub więcej dni; być członkiem załogi lub dołączonym do załogi statku morskiego bezpośrednio wspierającego operacje wojskowe i służyć przez jeden lub więcej dni na jego pokładzie; uczestniczyć jako członek załogi w jednym lub większej liczbie lotów bojowych bezpośrednio wspierających operacje wojskowe na wyznaczonych obszarach; lub pełnić służbę tymczasową przez 30 kolejnych dni lub 60 nienastępujących po sobie dni.
Członkom personelu wojskowego, którzy pełnili „służbę domową” podczas I wojny w Zatoce Perskiej, takich jak personel pomocniczy w Stanach Zjednoczonych, Medal Służby w Azji Południowo-Zachodniej nie jest nadawane. Odznaczenie nie jest również przyznawane osobom, które wspierały działania wojenne w Zatoce Perskiej z baz w Europie lub na Pacyfiku.

## Opis
Medal Służby w Azji Południowo-Zachodniej zaprojektował Nadine Russell z Wojskowego Instytutu Heraldyki. Awers medalu przedstawia pustynię, po której przejeżdża czołg M1 Abrams i okręt desantowy wysadzający oddziały wojskowe na plaży na tle zachodzącego słońca, pod którymi widnieje napis SOUTHWEST ASIA SERVICE. Poniżej napisu znajduje się morze z okrętem wojennym, dwoma przelatującymi nad nim myśliwcami i chmurami w tle. Na rewersie znajduje się wzniesiony miecz opleciony gałązką palmową, a po jego obu stronach łukowaty napis UNITED STATES OF AMERICA.
Wstążka medalu ma szerokość 1 3/8 cala i składa się z piętnastu pionowych pasów. Kolor jasnobrązowy symbolizuje piasek pustyni, a kolory: czarny, biały, czerwony, niebieski i zielony symbolizują barwy flag krajów koalicji antyirackiej. W 2016 roku wstążka uległa zmianie polegającej na poszerzeniu pasków zielonych.